# Stephane Paul Keller
Stephane Paul Keller (Grand Batanga, 20 de agosto de 2001) es un futbolista camerunés, que juega en la demarcación de defensa para el N. K. Istra 1961 de la Primera Liga de Croacia.

## Trayectoria
Tras formarse en el Fortuna Yaoundé de Camerún, y en el Deportivo Alavés, finalmente en 2020 subió al segundo equipo, llegando a hacer su debut el 24 de octubre de 2020 contra el Arenas Club de Getxo. Un año después y 9 encuentros disputados, Keller ascendió al primer equipo, debutando el 10 de enero de 2021 en la Primera División de España contra el Cádiz C. F., tras sustituir a Rodrigo Battaglia en el minuto 75, encuentro que acabó con derrota para el Alavés por 3-1.
El 22 de julio de 2024 abandonó el conjunto vitoriano para jugar como cedido en el N. K. Istra 1961.

## Clubes
| Club                      | País    | Año       | Partidos | Goles |
| ------------------------- | ------- | --------- | -------- | ----- |
| Deportivo Alavés "B"      | España  | 2020-2024 | 77       | 1     |
| Deportivo Alavés          | España  | 2021      | 1        | 0     |
| N. K. Istra 1961 (cedido) | Croacia | 2024-     | 16       | 0     |